# Monitoriella compressithorax
Monitoriella compressithorax är en stekelart som beskrevs av Karl-Johan Hedqvist 1963. Monitoriella compressithorax ingår i släktet Monitoriella och familjen bracksteklar. Inga underarter finns listade i Catalogue of Life.